# Glaresis quedenfeldti
Glaresis quedenfeldti es una especie de coleóptero de la familia Glaresidae.

## Distribución geográfica
Habita en Marruecos.